# زردپره توسی
زردپره توسی (نام علمی: Emberiza siemsseni) گونه‌ای از پرندگان تیرهٔ زردپرگان نمادین (Emberizidae) است.
این گونه بومزاد چین است.
زیستگاه طبیعی آن درختچه‌زارهای نمناک نیمه‌گرمسیری یا گرمسیری است.
رژیم غذایی زردپره توسی شامل دانه‌ها، حشرات و دیگر بی‌مهرگان کوچک است.